# Ascotis wollastoni
Ascotis wollastoni là một loài bướm đêm trong họ Geometridae.